# Giovan Battista Nicolosi
Giovanni Battista Nicolosi più conosciuto come Giovan Battista (Paternò, 7 ottobre 1610 – Roma, 19 gennaio 1670) è stato un presbitero, geografo e cartografo italiano.
Nel suo Ercole Siculo Nicolosi fu il primo «ad impiegare una proiezione pseudo-prospettica a meridiani e paralleli circolari, proiezione che dopo di lui fu molto usata dal De l'Isle, dall'Arrow-Smith e da altri e che anche oggi si usa per la facilità della sua costruzione, ed ha il nome di globulare.» La proiezione di Nicolosi divenne la proiezione cartografica standard nel corso del diciannovesimo secolo, quando la proiezione stereografica resa popolare da Mercatore cadde in disuso.

## Biografia
Secondogenito di 10 figli, nacque a Paternò in una famiglia di umili condizioni, da Mario e Antonina Corsaro. Dato l'alto numero dei componenti, la sua famiglia versava in gravi ristrettezze economiche.. Il padre morì nel 1628 a soli 40 anni lasciando sola la numerosa prole.
Dopo le scuole elementari, frequentò il seminario a Catania, dove venne ordinato presbitero, ed esercitò il ministero nel suo paese natìo. Nei primi anni Trenta Nicolosi abbandonò la Sicilia per trasferirsi a Roma, dove svolse interamente la sua attività scientifica.

### A Roma e in Germania

Proiezione globulare di Nicolosi

Giunto nella capitale pontificia, Nicolosi si dedicò allo studio delle lettere, delle scienze, della geografia e delle lingue (latino, spagnolo, francese, tedesco). Visse a Roma fra il 1640 e il 1670 (anno della morte) dedito all'insegnamento, agli studi letterari e scientifici e all'elaborazione di opere, per la maggior parte di contenuto geografico.
Nel 1642 pubblicò la Teorica del Globo Terrestre, piccolo trattato di geografia matematica, e una Guida allo studio geografico (1662), breve trattazione di cosmografia e cartografia. Entrambe le opere riflettono una chiara impostazione tolemaica e la seconda doveva valere come introduzione al magnum opus di Nicolosi, Dell'Hercole e Studio geografico, dato alle stampe nel 1660. Il trattato, dedicato a Giovanni Battista Borghese, si compone di due superbi tomi in folio stampati da Vitale Mascardi. Composto di 22 carte con testo esplicativo, per l'enorme successo avuto l'Hercole fu ristampato postumo (1670) in latino, entrando a pieno titolo nel circuito culturale europeo. «Nella compilazione delle carte il Nicolosi ricorse al sistema della proiezione pseudo-prospettica a meridiani e paralleli circolari, un tipo di proiezione che, introdotto nel '400, fu perfezionato dal geografo siciliano, e dopo di lui adottato anche da cartografi stranieri.»
La Teorica del Globo Terrestre segnalò ben presto Nicolosi all'attenzione degli ambienti scientifici e gli valse subito, forse anche per intervento del cardinale Francesco Peretti di Montalto, cui l'opera era dedicata, l'incarico dell'insegnamento della geografia presso l'Ateneo romano.
Nel novembre 1645 accettò l’invito del margravio Ferdinando Massimiliano di Baden-Baden a seguirlo in Germania, dove rimase fino al 1647.
Ritornato nella capitale, ricevette la nomina a cappellano della Borghesiana nella Basilica di Santa Maria Maggiore conferitagli dal principe Giovanni Battista Borghese - del quale fu precettore e nel cui palazzo visse fin dal 1651 - e l'incarico, affidatogli nel 1652 dalla Sacra Congregazione di Propaganda Fide, di eseguire una cartografia generale, in più tavole, delle terre conosciute, a uso delle missioni.
Nicolosi realizzò anche globi e carte geografiche per commissione della famiglia Borghese presso la quale fu per molti anni precettore; nel 1665 ebbe dal pontefice Alessandro VII l'incarico di comporre una carta corografica illustrante i domini della Chiesa; ma tutte queste carte rimasero inedite.
Fra le opere inedite del Nicolosi figura anche la Descrizione geografica del Regno di Napoli, una relazione che accompagnava la carta del Napoletano eseguita dal geografo nel 1654 ed inviata l'anno successivo all'imperatore Leopoldo I d'Asburgo. La carta era stata originariamente richiesta al geografo siciliano dal duca di Medina, Viceré di Napoli fra il 1637 e il 1644. Doveva essere divisa in 12 carte regionali, una per ognuna delle provincie; ma rimase nella fase preparatoria, perché nel 1644 il duca di Medina rientrò in Spagna e Nicolosi seguì in Germania il suo protettore, il marchese del Baden. Tuttavia i materiali raccolti e non ancora utilizzati furono adoperati in una delle tante riprese di ostilità fra Spagna e Francia, come ci informa lo stesso autore nella prefazione alla sua Guida allo studio geografico, e diedero origine alla Carta generale del Reame, offerta nel 1654 ai due re di Spagna e di Ungheria (Filippo IV e Leopoldo d'Asburgo).

## Il geografo

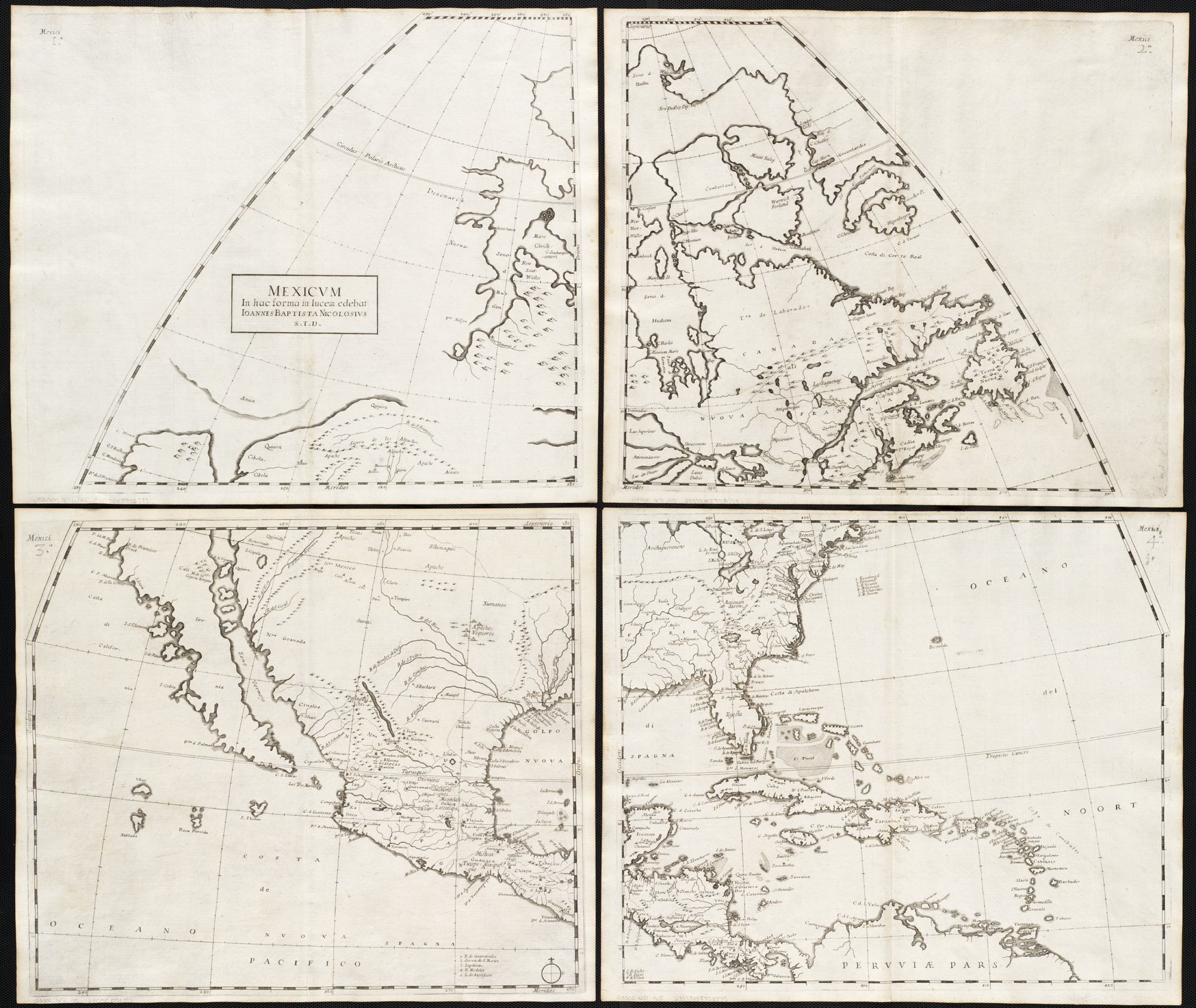
Mexicum in hac forma in lucem edebat Joannes Baptista Nicolosius, 1671

L'opera capitale di Nicolosi, l'Hercole, fu pubblicata in due edizioni, la prima in italiano nel 1660, la seconda in latino nel 1670. Fra le due edizioni Nicolosi compose un opuscolo in cui al cap. VI spiega il sistema della sua proiezione. Infatti nell'Hercole alle otto carte particolari dipinte nel palazzo Borghese aggiunse due emisferi, in cui adoperò una nuova proiezione pseudoprospettica, che ora si direbbe globulare, a meridiani e paralleli equidistanti e rappresentati con archi di circolo. Veramente la prima proiezione globulare (quantunque anch'essa pseudo-prospettica, perché coi meridiani e paralleli equidistanti) fu immaginata dal gesuita francese Georges Fournier; ma i meridiani ne erano ellittici. Philippe De la Hire diede a questa proiezione una base scientifica e la rese veramente prospettica, stabilendo (1701) una proiezione stereografica, in cui il punto di vista fosse portato a una distanza eguale al seno di 45°. Antoine Parent (1704) credette di dover accrescere alquanto tale distanza. Però, dal momento che la sostituzione di archi ellittici ai circolari portava qualche maggior difficoltà nella costruzione pratica, si stentò ad adottare la proiezione di De La Hire e Parent, e basti dire che Guillaume Delisle (1714) mantenne ancora quella di Nicolosi. Quanto al testo dell'Hercole, esso è, per il suo tempo, assai pregevole e avrebbe meritato assai maggior credito e diffusione.
Nicolosi fu un sostenitore del modello tolemaico. Già nella sezione cosmologica che introduce la Teorica del globo terrestre (1642), la sua prima opera pubblicata, l'adozione della teoria geocentrica è ferma, sostenuta dalle argomentazioni esposte dal gesuita tedesco Athanasius Kircher nel suo Magnes sive de arte magnetica, (Roma, 1641).
Nei suoi manoscritti, tuttavia, Nicolosi si rivela ammiratore e profondo conoscitore dell'opera di Galileo, del quale riproduce il Trattato della sfera, mentre nella lettera diretta al conte Philippe de Montaut-Bénac de Navailles (Breve ristretto del pensiero del signor Galileo Galilei intorno al flusso ed al riflusso del mare) espone chiaramente il sistema copernicano.

## Opere edite

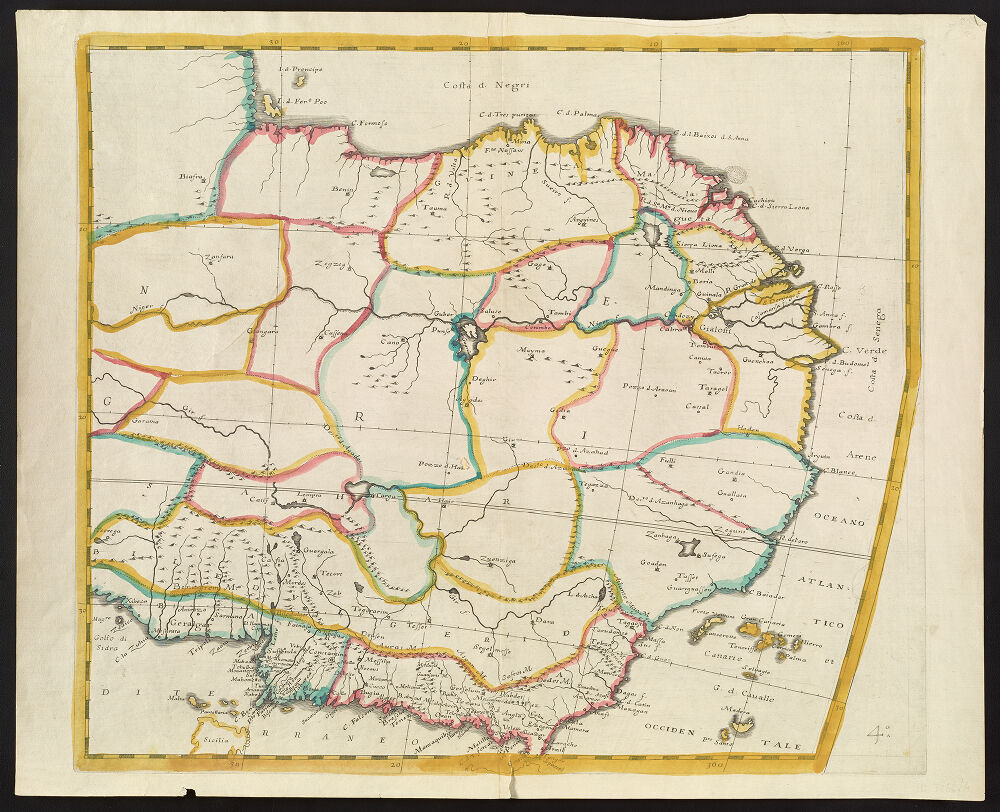
Africa Ioanne Baptista Nicolosio S.T.D. Sic Describente, 1660

- Giovan Battista Nicolosi, Teorica del globo terrestre et esplicatione della Carta da Navigare, Roma, per Manelfo Manelfi, 1642. URL consultato il 12 settembre 2019.
- Giovan Battista Nicolosi, Dell'Hercole e studio geografico, vol. 1, Roma, Nella stamperia di Vitale Mascardi, 1660. URL consultato il 12 settembre 2019.
- Giovan Battista Nicolosi, Dell'Hercole e studio geografico, vol. 2, Roma, Nella stamperia di Vitale Mascardi, 1660. URL consultato il 12 settembre 2019.
- Giovan Battista Nicolosi, Guida allo studio geografico, Roma, Appresso Vitale Mascardi, 1662. URL consultato il 12 settembre 2019.
- (LA) Giovan Battista Nicolosi, Hercules Siculus sive Studium Geographicum, vol. 1, Roma, typis Michaëlis Herculis, 1670. URL consultato il 12 settembre 2019.
- (LA) Giovan Battista Nicolosi, Hercules Siculus sive Studium Geographicum, vol. 2, Roma, typis Michaëlis Herculis, 1671. URL consultato il 12 settembre 2019.

## Opere inedite
- Descrittione geografica dello Stato Ecclesiastico.
- Regno di Napoli altrimenti detto Regno di Sicilia di qua dal Faro...
- Descripcion de la costa de España.
- Alexander Magnus sive Q. Curtius notis Geographicis locorum et provinciarum de quibus in Alexandri vita loquitur elucidatus. (Perduto)
- Sex primi libri Metamorphoseon Ovidii, notis geographicis illustrati.
- Disciplina Militare o sia Arte d'erigere, condurre, allogiare et disporre in Battaglia un Essercito Reale.
- Trattato dell'Artiglierie.
- Trattato della Fortificatione Regolare et Irregolare.
- Modo di disegnare le Piante della Fortificatione Regolare.
- Ragione dell'Architettura Militare.
- Notizia de' Potentati di Europa, Asia e Africa.
- Culto dell'Africa.
- Viaggio di Germania.
- Informazioni dello stato antico e presente della Serenissima Casa di Baden.
- Notizia della persona e stato del Serenissimo Principe Ermanno di Baden.
- Trattato Geografico... Con una Compendiosa Prattica di Paesi.
- Notizia della persona e stato del Serenissimo principe Gustavo Adolfo.
- Consulta... sopra la descriptione fatta dell'Inferiore Etruria.
- Risposta... sopra il sito de' Triburiani e del Concilio Triburiense.
- Le contrarie passioni. (Commedia recitata a Paternò e dopo perduta)
- L'amor del sangue. (Commedia recitata a Roma e dopo perduta)
- La gatta. (Poema perduto)
- La rogna. (Poema perduto)
- Sfera di Galileo Galilei.
- Breve ristretto del pensiero del sig. Galileo Galilei... intorno al Flusso, et Reflusso del Mare.
- Discolpa di Galileo Galilei.
- Epistulae.

La maggior parte delle opere inedite di Nicolosi è conservata presso la Biblioteca Casanatense di Roma.

## Galleria d'imagini

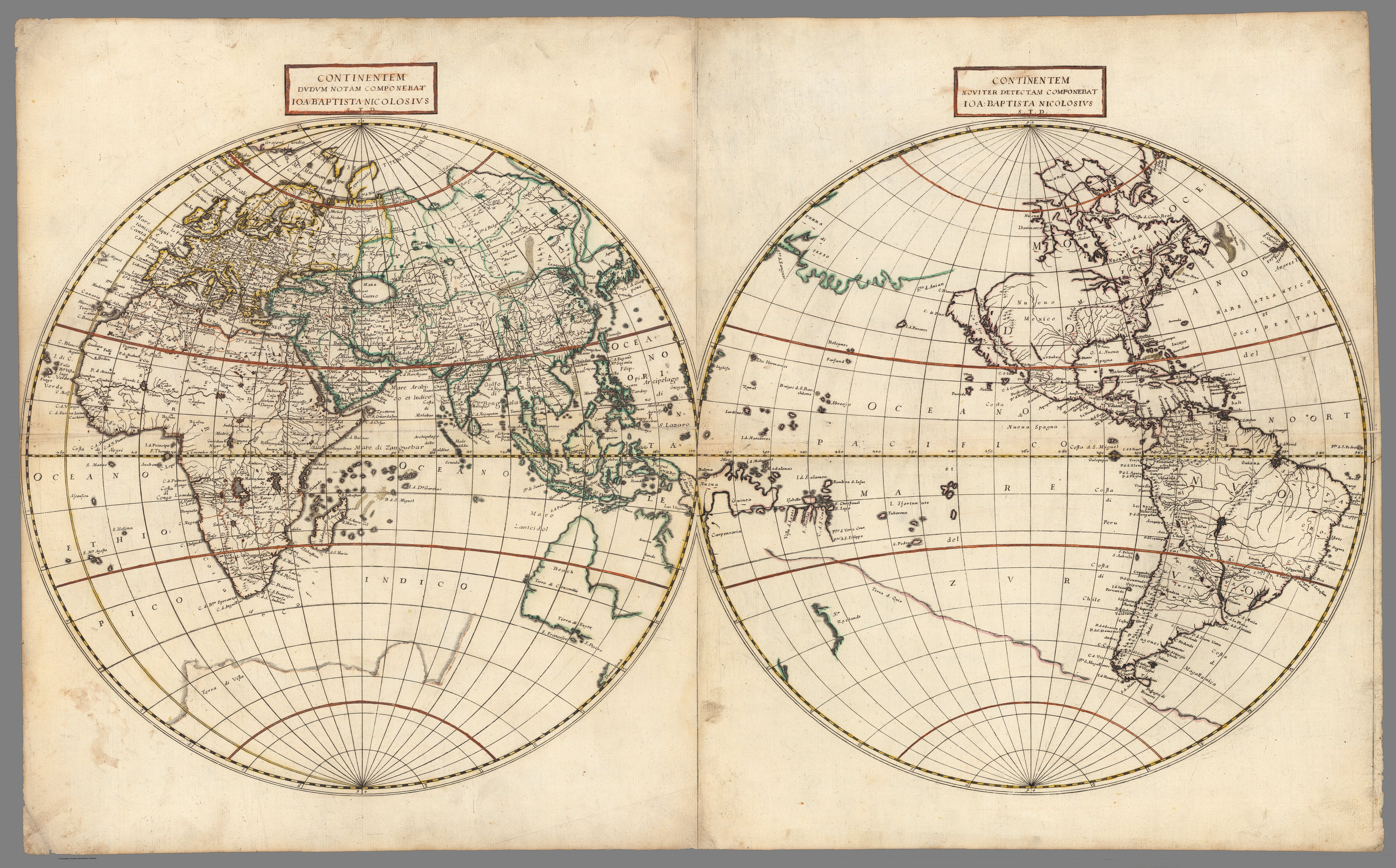
Mappa del mondo nel Dell'Hercole e studio geografico di Nicolosi, 1660
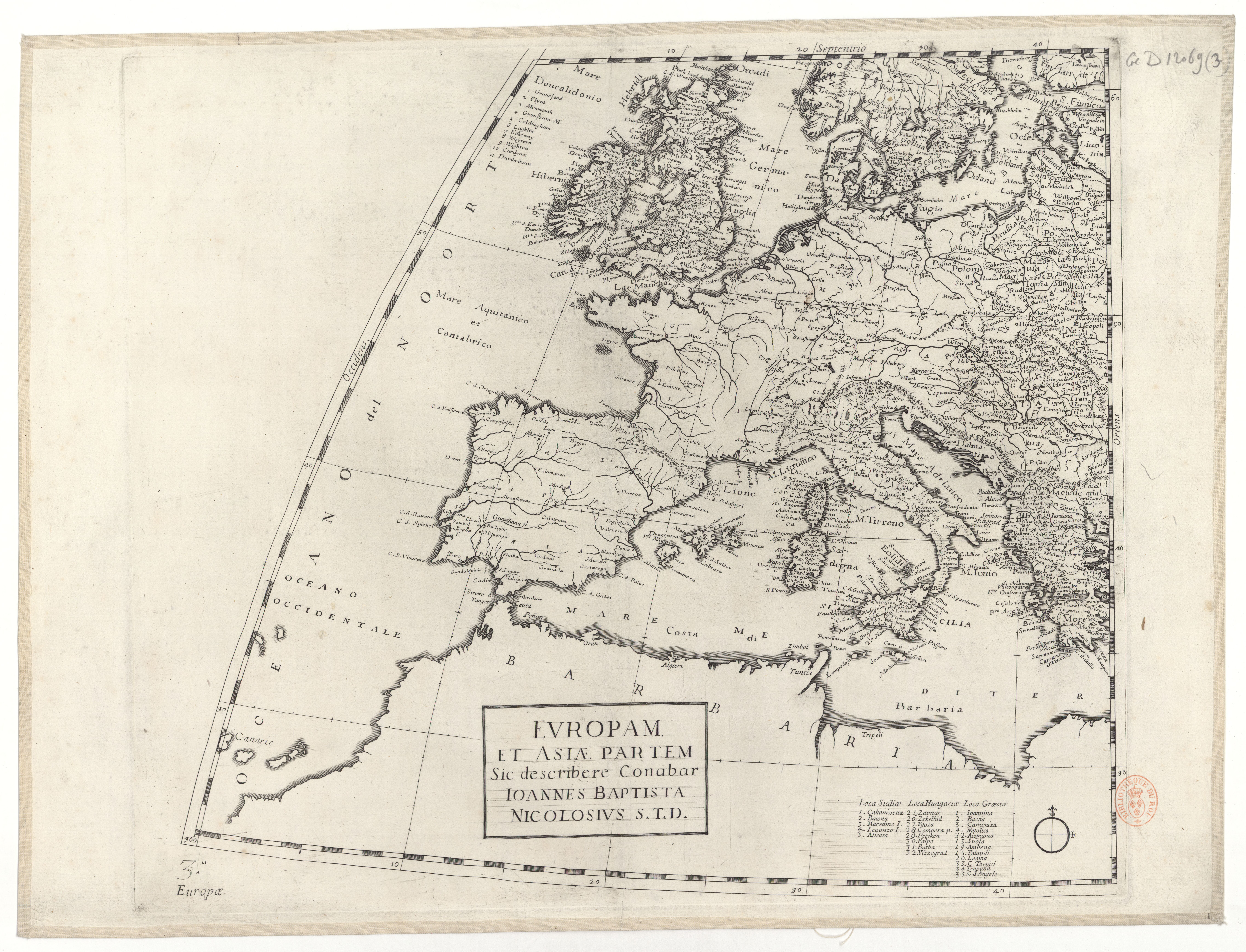
Mappa dell'Europa occidentale di Nicolosi, 1660, Département Cartes et plans, Bibliothèque nationale de France, Paris
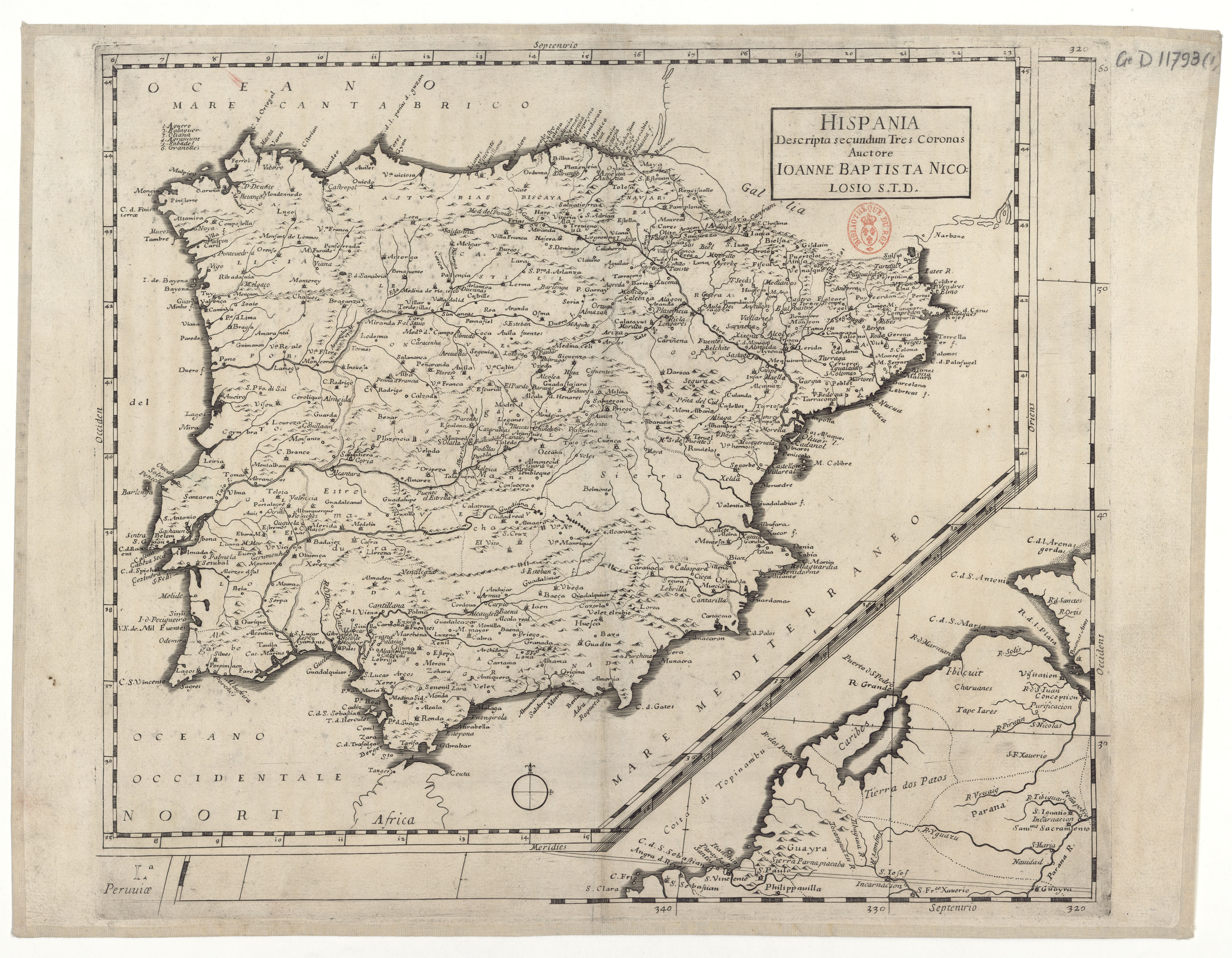
Mappa della Spagna di Nicolosi, 1660, Département Cartes et plans, Bibliothèque nationale de France, Paris
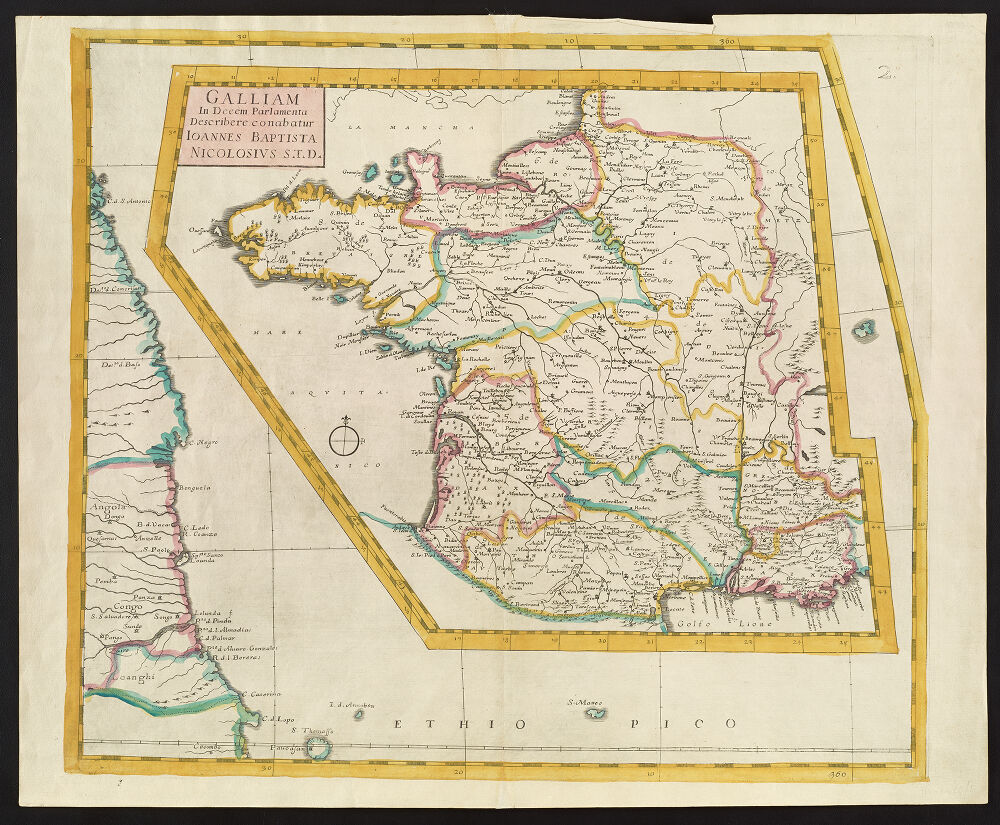
Mappa della Francia di Nicolosi, 1660, University Library, University of Illinois Urbana-Champaign
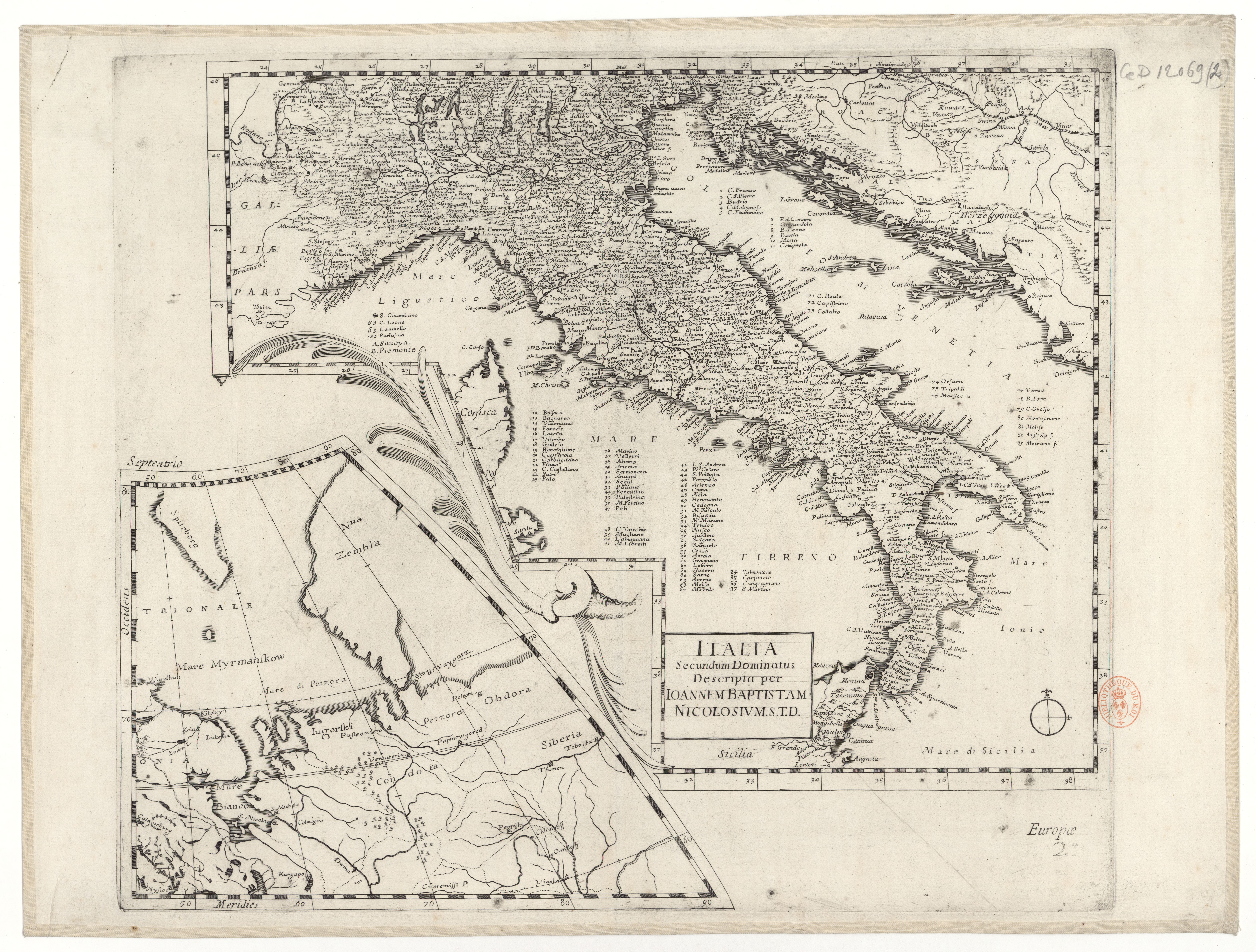
Mappa dell'Italia di Nicolosi, 1660, Département Cartes et plans, Bibliothèque nationale de France, Paris
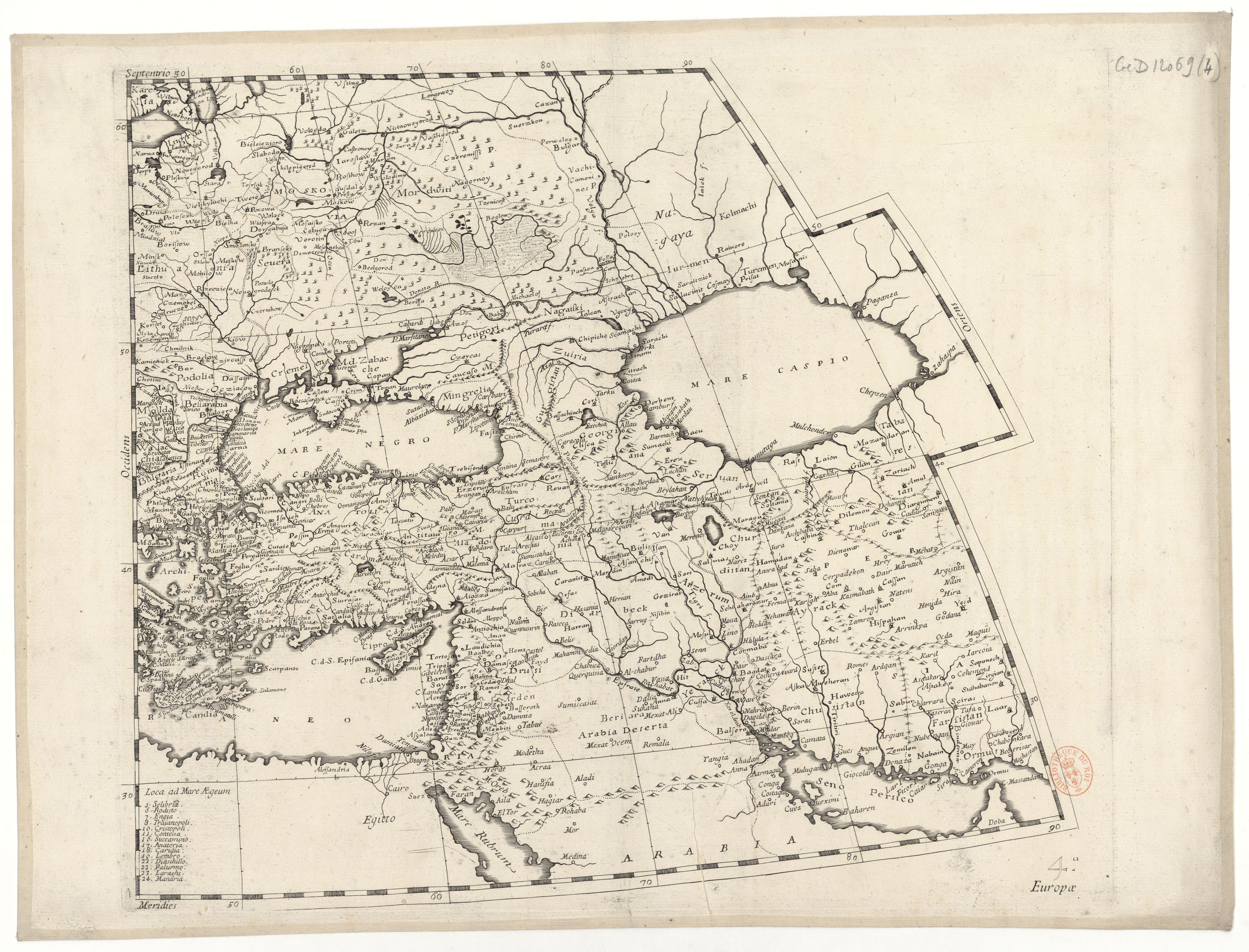
Mappa del Medio Oriente di Nicolosi, 1660, Département Cartes et plans, Bibliothèque nationale de France, Paris
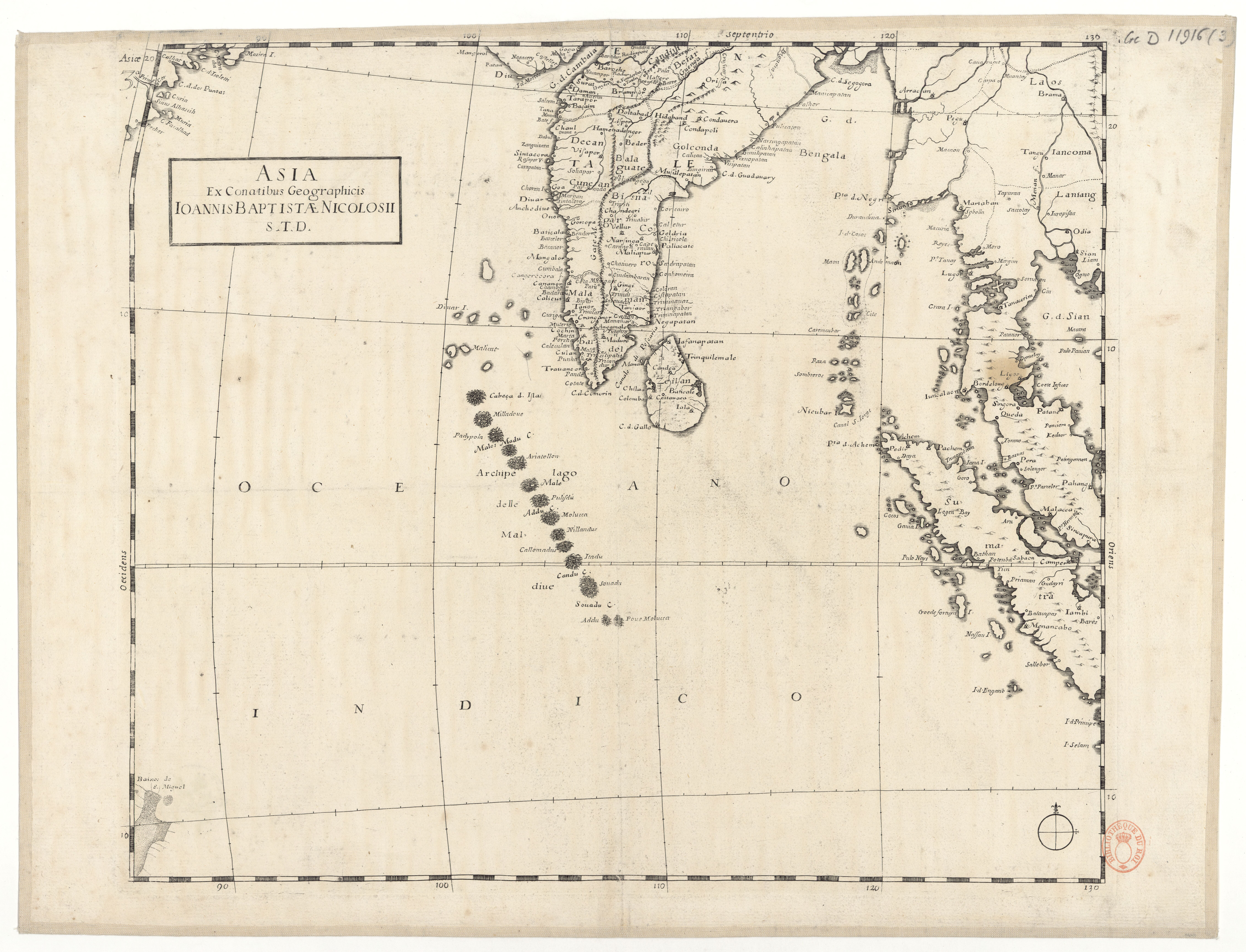
Mappa del subcontinente indiano di Nicolosi, Département Cartes et plans, Bibliothèque nationale de France, Paris
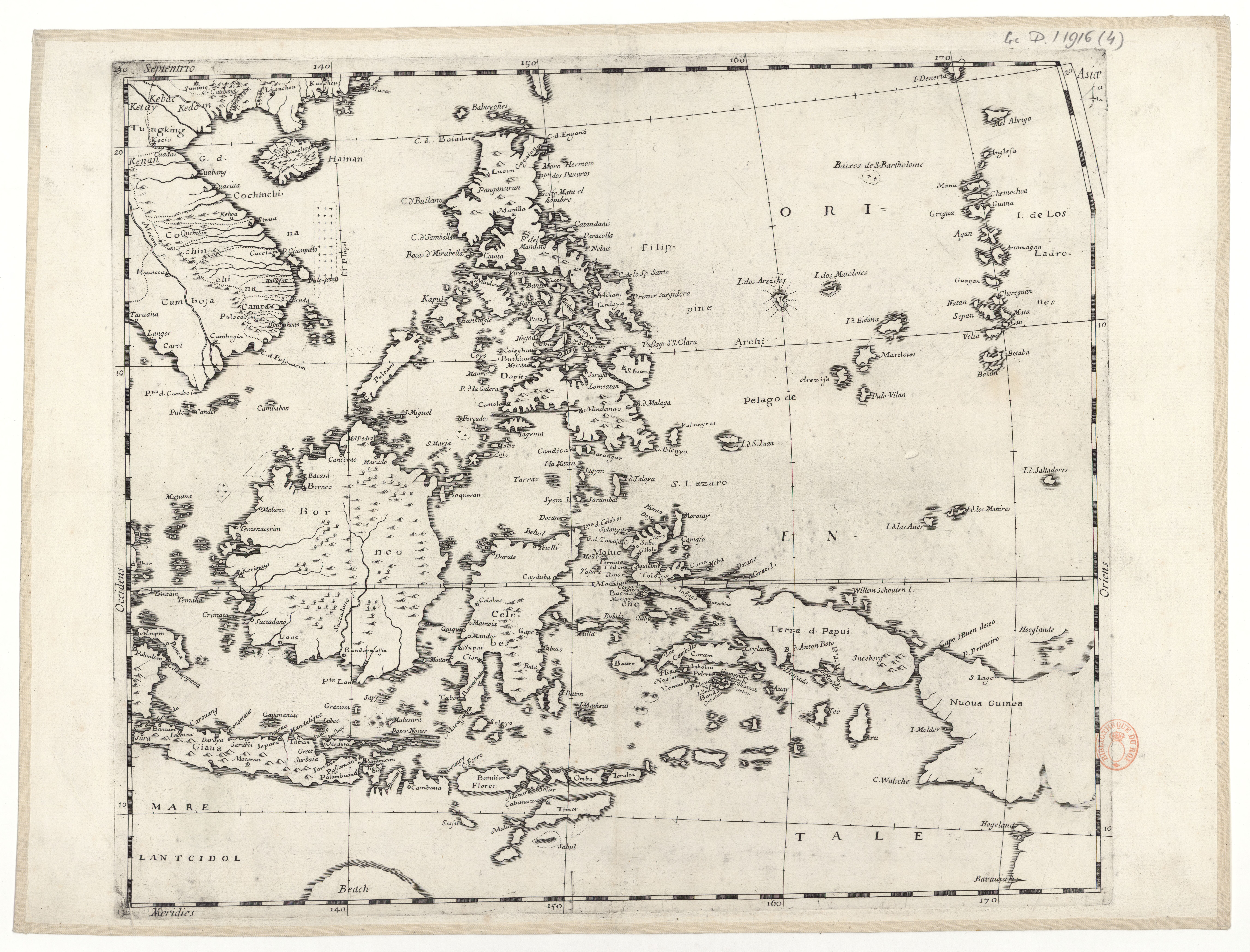
Mappa del Borneo di Nicolosi, 1660, Département Cartes et plans, Bibliothèque nationale de France, Paris